# الشاغور

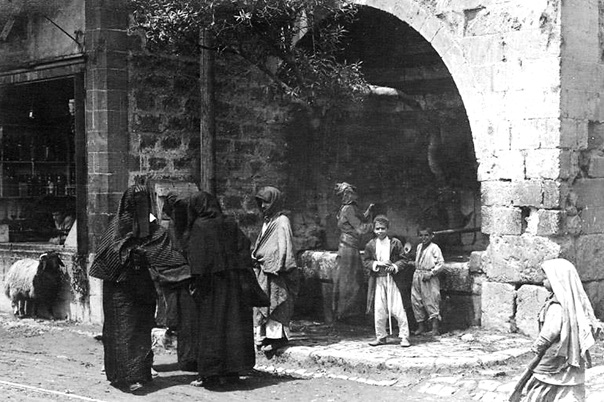
الشاغور براني عام 1910

حي الشاغور حي شامي دمشقي قديم في سوريا، ويعد من أقدم وأعرق الأحياء في مدينة دمشق القديمة.
خلال الانتداب الفرنسي كان الحي واحداً من المواقع المهمة للمقاومة الوطنية. فقد شارك العديد من السكان في الأنشطة السياسية وفي تطور الفكر السياسي الوطني السوري وقد كان مكاناً لكثير من المثقفين البارزين والشخصيات السياسية بما في ذلك الشاعر الشهير نزار قباني، وكذلك يوسف العظمة، و حسن الخراط، زعيم الثوار الأبرز في دمشق خلال الثورة السورية الكبرى عام 1925
[ العوائل المشهورة : برغل ،المارديني، الزايد والكثير…]
```
.
[
2
]
```